# Ibimirim
Ibimirim este un oraș în Pernambuco (PE), Brazilia.